# Helmut Obermayr

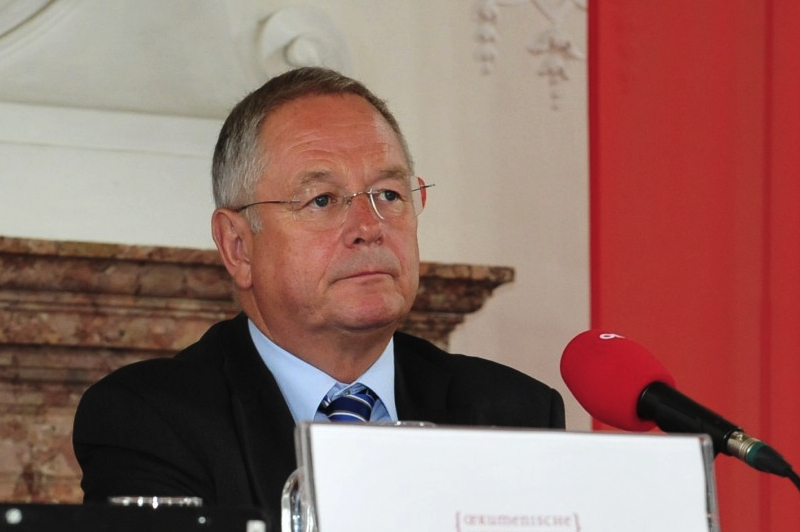
Helmut Obermayr (2016)

Helmut Obermayr (* 3. August 1949 in Kirchdorf an der Krems) ist ein österreichischer Jurist, Journalist und ehemaliger Rundfunk-Intendant.

## Leben und Beruf
Helmut Obermayr maturierte 1967 am Stiftsgymnasium Kremsmünster und promovierte 1971 und war anschließend Assistent am Institut für Wirtschaftsrecht (Öffentliches Recht) der Hochschule für Sozial- und Wirtschaftswissenschaften in Linz und als Lehrbeauftragter tätig. Danach arbeitete er von 1973 bis 1975 bei der Handelskammer Oberösterreich.
1975 begann seine Berufstätigkeit beim ORF-Landesstudio Oberösterreich, wo er ab Mai 1988 als Moderator von Oberösterreich heute und ab 1994 für die Sparte Religion zuständig war. Ab 1999 war er Leiter der ORF-Radio-Hauptabteilung Religion in Wien.
Er gilt als Initiator der 1986 erstmals vom ORF-Landesstudio Oberösterreich durchgeführten Aktion Friedenslicht aus Bethlehem.
1998 war er Begründer der Ökumenischen Sommerakademie im Stift Kremsmünster. Diese wird vom Ökumenischen Rat der Kirchen in Österreich, von der Katholischen Privat-Universität Linz, vom Evangelischen Bildungswerk Oberösterreich, von der Kirchenzeitung der Diözese Linz, vom ORF-Landesstudio Oberösterreich, von den Religionsabteilungen des ORF in Fernsehen und Hörfunk, vom Stift Kremsmünster und vom Land Oberösterreich veranstaltet.
Am 8. Februar 2002 wurde er vom ORF-Stiftungsrat zum Landesdirektor (Landesintendanten) des Landesstudios Oberösterreich bestellt und übte diese Tätigkeit bis zu seinem Pensionsantritt aus. Sein Nachfolger ist seit 1. Jänner 2012 Kurt Rammerstorfer.
Er ist verheiratet und drei Kinder und wohnt in Traun.

## Weitere Funktionen
Universitätsrat der Anton Bruckner Privatuniversität in Linz und Vorsitzender der Findungskommission Rektor, Vorsitzender des Landeskulturbeirats und Mitglied im Oberösterreichischen Rat der Regionen.
Im Zuge des Missbrauchsskandals um das Stift Kremsmünster hat Obermayr dazu als Absolventenvertreter öffentlich Stellung bezogen.

## Auszeichnungen
- 1997 Menschenrechtspreis des Landes Oberösterreich
- 2001 Kulturmedaille des Landes Oberösterreich[6]
- 2012 Goldenes Ehrenzeichen des Landes Oberösterreich[7]
- 2016: Ehrensenator der KU Linz